# Adelaide International I 2022
Das Adelaide International I 2022 war der Name eines Tennisturniers der WTA Tour 2022 für Damen sowie eines Tennisturniers der ATP Tour 2022 für Herren, welche zeitgleich vom 3. bis 9. Januar 2022 in Adelaide stattfanden.

## Herrenturnier
→ Qualifikation: Adelaide International I 2022/Herren/Qualifikation

## Damenturnier
→ Qualifikation: Adelaide International I 2022/Damen/Qualifikation